# Carlo Tenca

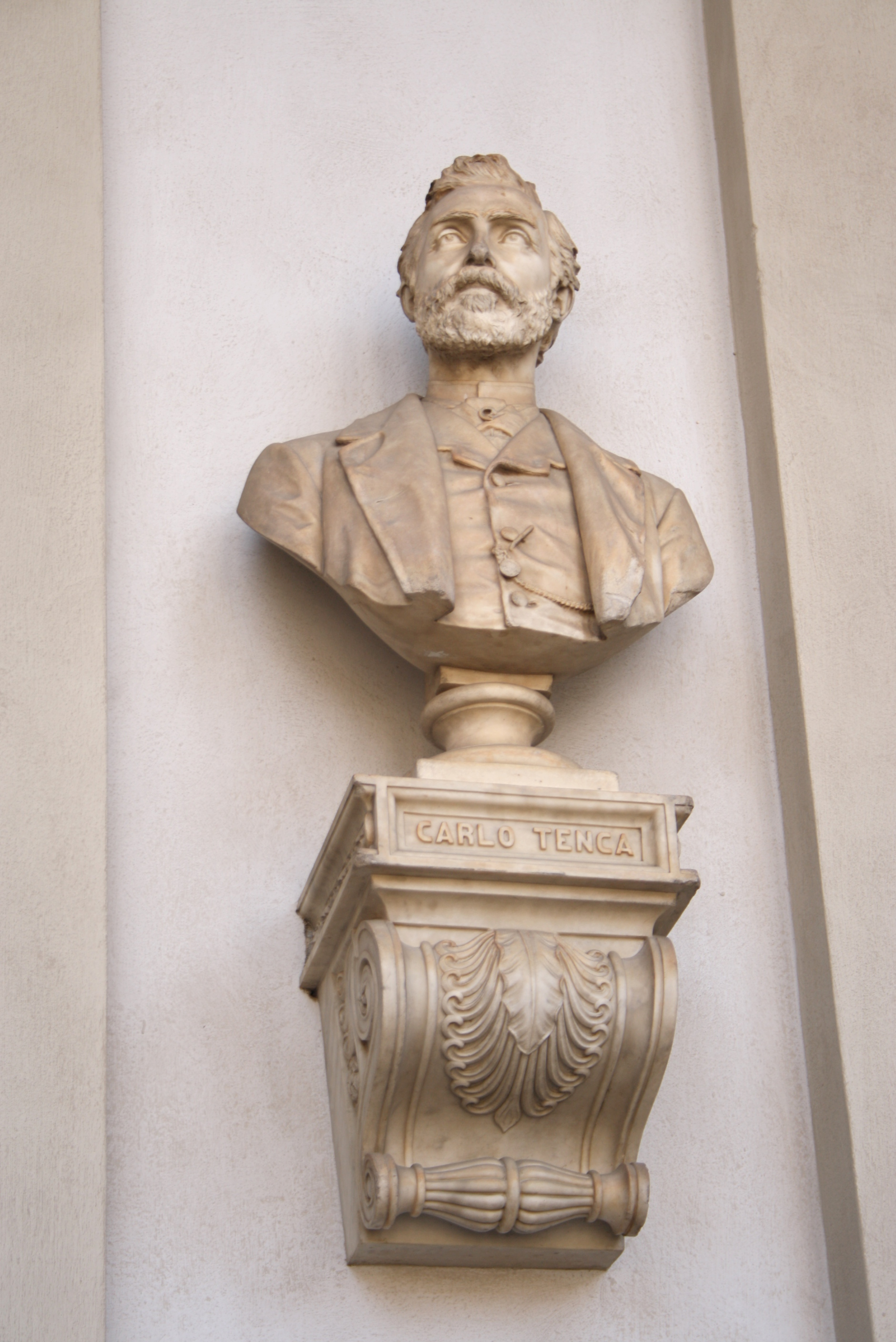
Carlo Tenca

Carlo Tenca (Milão, 19 de outubro de 1816 - Milão, 4 de setembro de 1883) foi um escritor, jornalista e deputado italiano, além de membro do risorgimento. Foi casado com a condessa Clara Maffei.